# 恩格尔布雷克特·恩格尔布雷克特松
恩格尔布雷克特·恩格尔布雷克特松（1390年代—1436年5月4日）是一位瑞典政治家，瑞典國家執政（1435年1月13日－1435年10月14日）。曾領導恩格尔布雷克特叛亂對抗國王埃里克十三世。

## 生平
恩格尔布雷克特是一名來自達拉納的礦工，他的家族來自德意志，約於1360年代移民過來瑞典。

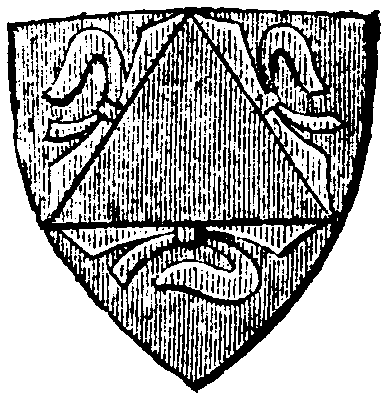
Nordisk familjebok記載的恩格尔布雷克特家族紋章

恩格尔布雷克特因為不滿丹麥地方執行官的許多罪行及重稅，而於1434年與其他礦工及農民由他的住區開始發動叛亂對抗國王埃里克十三世。恩格尔布雷克特在韋斯特羅斯（Västerås）對抗國王的執行官，該執行官被指責礦工在他的統治下遭受苦難。叛亂發展成為一個巨大力量橫掃全國。
恩格尔布雷克特於1435年1月13日在阿爾博加會議上當選成為國家執政。這次會議被認為是首次的瑞典國會會議（Riksdag）。1435年10月14日，波埃里克十三世曾短暫復位為王，但是很快又因為失去支持而於1436年1月11日被廢黜。同年2月起，恩格尔布雷克特與卡爾·克努特松·邦代共同執政。因為恩格尔布雷克特不能抗拒想利用叛亂的瑞典貴族而被迫退居幕後。瑞典貴族和神職人員決定支持爾·克努特松·邦代讓他在1436年4月27日取代恩格尔布雷克特成為國家執政。
1436年5月4日，恩格尔布雷克特被居住在约克斯霍尔姆（Göksholm）城堡附近的貴族芒努斯·本特松在耶爾馬倫湖的恩格尔布雷克特島（Engelbrektsholmen）上暗殺。恩格尔布雷克特被埋葬在的厄勒布魯教堂。蒙斯·本格特松是瑞典傳統省份內爾徹的騎士和首席法官，是古老瑞典貴族Natt och Dag家族成員，這個家族來自東約特蘭，屬於瑞典高級貴族。

## 影響
在接下來的幾十年中，恩格尔布雷克特成為一個國家民族英雄，被描繪為公眾的保護者和卡爾馬聯盟的對抗者。他帶領的叛亂被看作是瑞典國家民族覺醒的開始，這將帶來下個世紀國王古斯塔夫·瓦薩（於1523年－1560年在位）戰勝卡爾馬聯盟而獨立的勝利。恩格尔布雷克特自己從來沒有這樣的想法，因為這想法在當時是不合時宜的；然而，他的叛亂為農民在瑞典政治上發出聲言而這個權利在以後並沒有失去。恩格尔布雷克特叛亂造成卡爾馬聯盟的統一受到侵蝕，導致丹麥軍隊從瑞典國土被驅逐出境。雖然後來丹麥的君主恢復了對瑞典的影響，但是這次叛亂已經為瑞典聲稱主權創造了先例。